# Popis hrvatskih veleposlanika u Crnoj Gori
Republika Hrvatska i Crna Gora održavaju diplomatske odnose od 7. srpnja 2006. Sjedište veleposlanstva je u Podgorici.

## Veleposlanici
Veleposlanstvo Republike Hrvatske u Crnoj Gori osnovano je odlukom predsjednika Republike od 4. prosinca 2006.
| Veleposlanik     | Postavljenje       | Opoziv           | Sjedište  |
| ---------------- | ------------------ | ---------------- | --------- |
| Petar Turčinović | 11. prosinca 2006. | 31. srpnja 2012. | Podgorica |
| Ivana Perić      | 1. kolovoza 2012.  |                  | Podgorica |
| Veselko Grubišić | 15. prosinca 2016. |                  | Podgorica |

## Vanjske poveznice
- Crna Gora na stranici MVEP-a